# 季謝維奇
50°4′6″N 26°58′29″E / 50.06833°N 26.97472°E
季謝維奇（烏克蘭語：Тишевичі），是烏克蘭西部的村莊，隸屬赫梅利尼茨基州的舍佩蒂夫卡區。該村面積0.86平方公里，海拔高度266米，2001年人口233，人口密度每平方公里270.3人。